# Литвиненко Варвара Прокопівна
Варвара Прокопівна Литвиненко (нар. 17 червня 1942) — радянська українська оперна співачка (сопрано).

## Біографічні відомості
Виховувалась у с. Сезьки Ічнянського району Чернігівської області.
1962—1965 рр. — навчалась в Академічному музичному коледжі при Московській консерваторії.
У 1965—1970 рр. — навчалась в Московській консерваторії (клас М. М. Мірзоєвої).
У 1971—1992 рр. — солістка Одеського театру опери та балету